# Brama Wrocławska w Oleśnicy
Brama Wrocławska w Oleśnicy (dawniej zwana również Bramą Trzebnicką) – jedyna zachowana spośród istniejących dawniej czterech średniowiecznych bram miejskich, które funkcjonowały w ramach murów obronnych Oleśnicy.

## Historia
Mrozowicz i Wiszewski podają, że w najprawdopodobniej w latach 30. XIV wieku, za panowania Konrada I, doszło do przebudowy rezydencji książęcej, która przyjęła postać gotyckiego zamku. Przypuszcza się, iż w tym samym czasie doszło do przekształcenia obwałowań miejskich w mury obronne z cegły. Wzmianki z 1380 roku potwierdzają istnienie murowanych fortyfikacji. Mury miały mieć wówczas wysokość 7–8 m z blankami . Ze względu na to, że przez bramę wiódł trakt w kierunku Trzebnicy, to bramę nazywano wówczas trzebnicką.
W XVI wieku za panowania Karola I Podiebradowicza brama została rozbudowana. W 1614 roku Karol II Podiebradowicz nakazał odnowienie bramy . Pod koniec wojny trzydziestoletniej szwedzki generał Arvid Wittenberg nakazał zasypanie fosy miejskiej i rozbiórkę części murów. Uszkodzeniu uległo przedbramie . Po zakończeniu wojny Sylwiusz Nimrod nakazał w 1652 roku odnowić wieżę.
15 marca 1813 roku, przez specjalnie wzniesiony obok Bramy Wrocławskiej łuk triumfalny, do miasta wjechali car Aleksander I i król Fryderyk Wilhelm III.
Od XVIII wieku obronne mury oraz bramy traciły na znaczeniu obronnym. W drugiej połowie XIX wieku postanowiono wykuć w bramie przejście dla pieszych. W 1866 roku kronprinz Fryderyk III odwiedził Oleśnicę. Miał wówczas zwiedzić bramę i wyraził życzenie, aby nie dokonywano jej rozbiórki. W 1868 roku, w związku z rosnącymi problemami z transportem towarów, rozebrano trzy bramy miejskie, lecz nie Wrocławską . Nie została ona rozebrana, ponieważ podmokłe tereny znajdujące się wokół niej nie nadawały się wówczas do zabudowy i zagospodarowania. W 1885 roku kronprinz Fryderyk III zarządził ponownie, aby Brama Wrocławska pozostała nienaruszona. Zarządził również jej odnowienie. W 1888 roku doszło do kolejnego remontu bramy. Wtedy też prawdopodobnie wmurowano tablicę upamiętniającą wizytę Fryderyka III w Oleśnicy w 1866 roku i jego zakaz rozbiórki budowli .
W trakcie działań wojennych w 1945 roku brama nie została uszkodzona, ale spłonęły znajdujące się przy niej zabudowania .
W latach 1956–1959 prowadzono prace renowacyjne wieży bramnej. Dodano wcześniej nieistniejący hełm, przebudowano wnętrze i dobudowano historyzujące schody. W latach 2001–2002 doszło do kolejnej renowacji bramy.
Współcześnie w bramie mieści się Galeria Brama Wrocławska.

## Konstrukcja

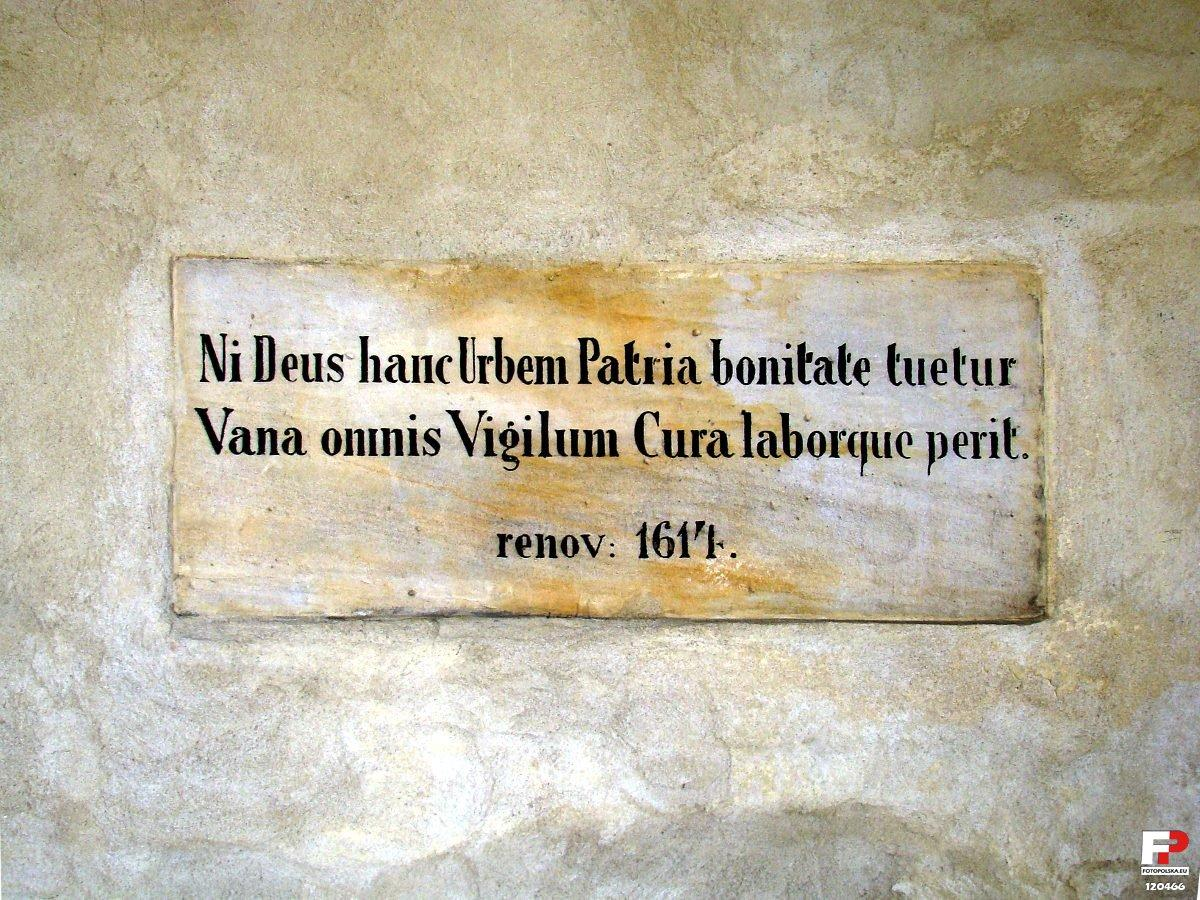
Tablica upamiętniająca renowację w 1614 roku

Brama została zbudowana z cegły gotyckiej na planie prostokąta o wymiarach 8 × 7 m. Mur na parterze ma grubość ok. 1,9 m i zmniejsza się ku górnym kondygnacjom. Na parterze znajduje się ostrołukowy przejazd. Do XVI wieku brama była prawdopodobnie dwukondygnacyjna. Nad sklepieniem przejazdu znajdowała się izba dla strażników. W niej miał także znajdować się mechanizm wciągania brony . Za czasów Karola I Podiebradowicza doszło do rozbudowy bramy. Wówczas powstały dwa refugia, wejścia zapewniające obrońcom ewakuację do wieży bramnej. Na jej szczycie zbudowano pomost bojowy z blankami. Przed bramą istniało przedbramie.
W 1614 roku brama przeszła renowację. Otynkowano ją, dodano dekoracje i płaskorzeźby. W bramie znajduje się jeszcze tablica upamiętniająca tę renowację z łacińską inskrypcją:
| Ni Deus hanc Urbem Patria bonitate tuetur Vana, omnis Vigilum Cura laborque perit. renov. 1614. |

Podczas remontu w latach 1956–1959 przebudowano wnętrze wieży bramnej. Stropy zmieniono na płaskie oraz dodano historyzujące drewniane schody do wieży. Wieżę zwieńczono dachem śląskim.

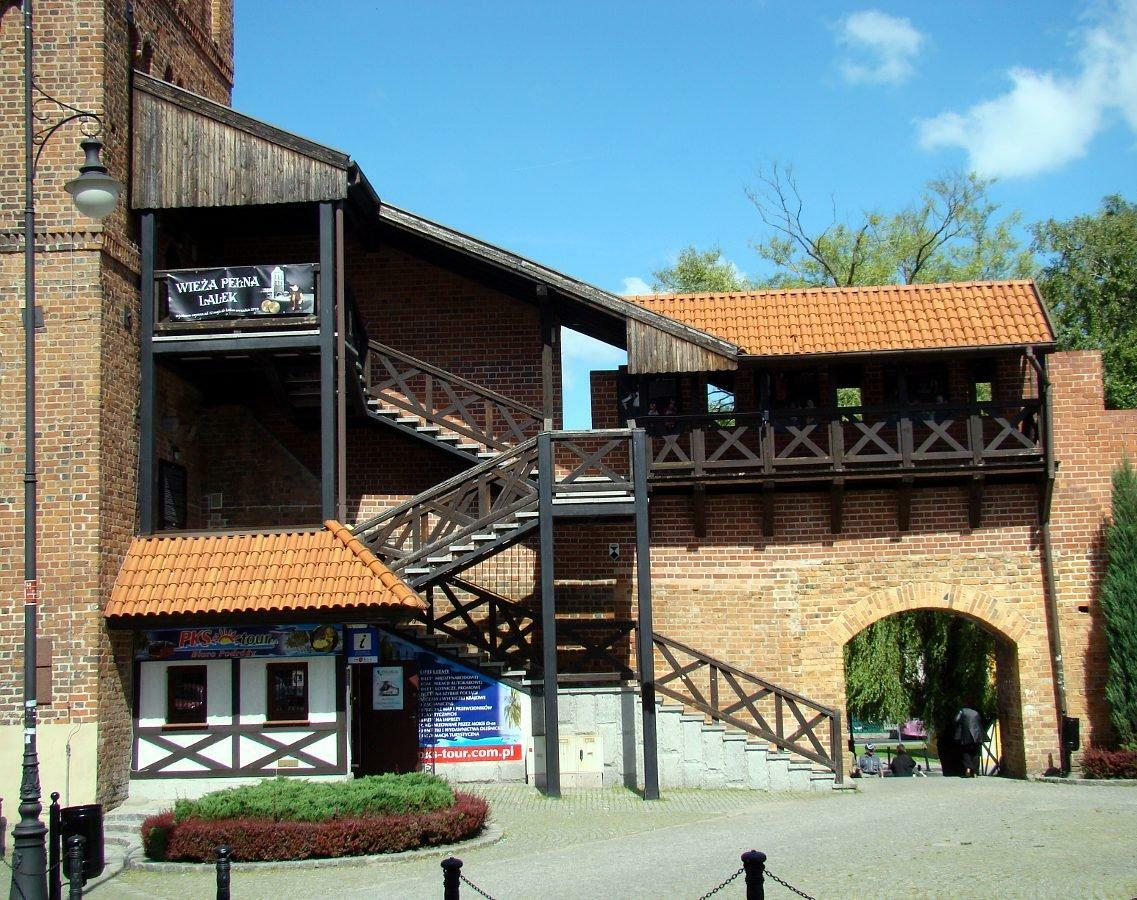
Nowe schody drewniane

W latach 2001–2002 wymieniono więźbę dachu, zlikwidowano drewniane schody i wybudowano nowe, zabezpieczono mury obronne oraz odtworzono blanki i pomosty bojowe.